# جون جي. فرازير
جون جي. فرازير (بالإنجليزية: John G. Fraser)‏ هو سياسي جنوب أفريقي، ولد في 17 ديسمبر 1840، وتوفي في 22 يونيو 1927.